# Богдан, Сергей Леонидович
Серге́й Леони́дович Бо́гдан (род. 27 марта 1962, Вольск) — российский военный лётчик, заслуженный лётчик-испытатель Российской Федерации, полковник запаса, Герой Российской Федерации (2011).
Начальник Лётной службы — лётчик-испытатель ПАО «Компания «Сухой» «ОКБ Сухого» с 2000 года. Испытал более полусотни различных видов боевых самолётов.

## Биография
Сергей Леонидович Богдан родился 27 марта 1962 года в городе Вольске Саратовской области, детство он провёл в Воскресенске Московской области, куда вскоре после его рождения переехали родители. Над его домом часто пролетали новейшие боевые самолёты, которые испытывались на аэродроме в Жуковском неподалёку, поэтому ещё в детстве Богдан захотел стать военным лётчиком. Впоследствии он стал почётным гражданином Воскресенска.
В 1983 году Богдан окончил Борисоглебское высшее военное авиационное училище лётчиков имени В. П. Чкалова и после этого до 1987 года служил в Ленинградском военном округе в 67-м авиационном полку истребителей-бомбардировщиков (аэродром Сиверский), где пилотировал истребитель-бомбардировщик Су-17М2, затем три года служил на советской базе в Монголии. В 1990—1991 годах Богдан был заместителем командира эскадрильи 43-го отдельного морского штурмового авиационного полка морской авиации Черноморского флота (аэродром Гвардейское).
Богдан начал карьеру лётчика-испытателя в 1991 году. Он обучался в Центре подготовки лётчиков-испытателей (ЦПЛИ), а с 1993 года в государственном лётно-испытательном центре Министерства обороны РФ (ГЛИЦ, бывший НИИ ВВС) он занимал последовательно должности лётчика-испытателя, заместителя и командира авиационной эскадрильи службы лётных испытаний истребительной авиации. Параллельно Богдан учился и окончил Московский авиационный институт.
В государственном лётно-испытательном центре Богдан освоил 57 типов и модификаций самолетов, в том числе Су-17, Су-25, Су-27, МиГ-23, МиГ-29, Су-30МКК, Су-25ТМ и МиГ-29С. Кроме этого, он производил посадки на авианесущий крейсер «Адмирал Флота Советского Союза Кузнецов» самолетов Су-25УТГ и Су-33. В 2000 году Богдан был награждён Орденом Мужества и в том же году был уволен в запас в звании полковника.
C 2000 года, после ухода в отставку, Богдан продолжил карьеру лётчика-испытателя на лётно-испытательной и доводочной базе компании «Сухой», испытывал различные опытные и серийные образцы боевых самолетов этого конструкторского бюро, в том числе Су-30МК2, Су-27СКМ и экспериментальный истребитель с крылом обратной стреловидности Су-47. Он совершал показательные полёты на авиационных выставках в России (МАКС-1999 — МАКС-2019), во Франции (Ле Бурже 2005, 2013), в Китае (Airshow China 2024). В апреле 2006 года Богдан получил звание заслуженного лётчика-испытателя РФ.
Ещё в 2003 году Богдан начал готовиться к испытаниям новейшего российского истребителя пятого поколения ПАК ФА (Перспективный авиационный комплекс фронтовой авиации, Т-50), разрабатываемого компанией «Сухой». Первый его прототип он поднял в воздух 29 января 2010 года с заводского аэродрома в Комсомольске-на-Амуре и впоследствии совершал первые полёты на других экземплярах этого истребителя.
В 2005 году Богдан участвовал в испытаниях дымовых составов и оборудования предназначенных для создания в небе изображения Российского триколора с помощью штурмовиков СУ-25. Совместная разработка ОКБ «Штурмовики Сухого» и ФГУП ГНЦ НИОПИК.
23 мая 2011 года, Указом Президента Российской Федерации за мужество и героизм, высокое профессиональное мастерство, проявленные при испытании и внедрении новой авиационной техники, Сергею Леонидовичу Богдану присвоено звание Героя Российской Федерации. На торжественной церемонии в Кремле ему был вручён знак особого отличия — медаль «Золотая Звезда».

## Награды
- Герой Российской Федерации (23 мая 2011 года);
- Орден Мужества (2000 год);
- Юбилейная медаль «70 лет Вооружённых Сил СССР» (1988 год);
- Медаль «За безупречную службу» III степени (1988 год);
- Медаль «За отличие в военной службе» I и II степени (1998, 1993 гг.).

### Премии
- Премия «Золотой человек» (авторадио)[16].